# Campeonato Asiático de Ginástica Rítmica de 2024
O XV Campeonato Asiático de Ginástica Rítmica e o XX Campeonato Asiático Juvenil de Ginástica Rítmica foram realizados no Gymnastics Palace em Tashkent, Uzbequistão, de 2 a 4 de maio de 2024. A competição foi um evento classificatório para os Jogos Olímpicos de 2024. As cotas olímpicas foram para as vencedoras das provas gerais, Elzhana Taniyeva do Cazaquistão no individual e o grupo que representa o Uzbequistão.

## Medalhistas

### Sênior
Fonte: 
| Evento            | Ouro | Prata | Bronze |
| ----------------- | --- | --- | --- |
| Equipes           | | | |
| Equipes           | Uzbequistão · Individual Sênior · Takhmina Ikromova · Anastasiya Sarantseva · Nataliya Usova · Grupos Sênior · Evelina Atalyants · Shakhzoda Ibragimova · Mumtozabonu Iskhokzoda · Amaliya Mamedova · Irodakhon Sadikova | Cazaquistão · Individual Sênior · Elzhana Taniyeva · Aibota Yertaikyzy · Grupos Sênior · Aksungkar Abdirakhman · Sofiya An · Ayaulym Kadir · Aruzhan Kalsayeva · Bayan Koibakar · Mariya Korniyenko | Japão · Individual Sênior · Mirano Kita · Reina Matsusaka · Grupos Sênior · Fuka Ikuno · Rinako Inaki · Megumi Nishimoto · Ayuka Suzuki · Hisano Taguchi · Nanami Takenaka |
| Individual        | | | |
| Geral             | Elzhana Taniyeva | Takhmina Ikromova | Reina Matsusaka |
| Arco              | Elzhana Taniyeva | Reina Matsusaka | Aibota Yertaikyzy |
| Bola              | Takhmina Ikromova | Aibota Yertaikyzy | Elzhana Taniyeva |
| Maças             | Takhmina Ikromova | Nataliya Usova | Reina Matsusaka |
| Fita              | Aibota Yertaikyzy | Takhmina Ikromova | Reina Matsusaka |
| Grupo             | | | |
| Geral             | Uzbequistão · Evelina Atalyants · Shakhzoda Ibragimova · Mumtozabonu Iskhokzoda · Amaliya Mamedova · Irodakhon Sadikova                                                                                                  | Japão · Fuka Ikuno · Rinako Inaki · Megumi Nishimoto · Ayuka Suzuki · Hisano Taguchi · Nanami Takenaka                                                                                              | Cazaquistão · Aksungkar Abdirakhman · Sofiya An · Ayaulym Kadir · Aruzhan Kalsayeva · Bayan Koibakar · Mariya Korniyenko                                                   |
| 5 arcos           | Japão · Fuka Ikuno · Rinako Inaki · Megumi Nishimoto · Ayuka Suzuki · Hisano Taguchi · Nanami Takenaka | Uzbequistão · Evelina Atalyants · Shakhzoda Ibragimova · Mumtozabonu Iskhokzoda · Amaliya Mamedova · Irodakhon Sadikova                                                                             | Cazaquistão · Aksungkar Abdirakhman · Sofiya An · Ayaulym Kadir · Aruzhan Kalsayeva · Bayan Koibakar · Mariya Korniyenko                                                   |
| 3 fitas + 2 bolas | Uzbequistão · Evelina Atalyants · Shakhzoda Ibragimova · Mumtozabonu Iskhokzoda · Amaliya Mamedova · Irodakhon Sadikova                                                                                                  | Japão · Fuka Ikuno · Rinako Inaki · Megumi Nishimoto · Ayuka Suzuki · Hisano Taguchi · Nanami Takenaka                                                                                              | Cazaquistão · Aksungkar Abdirakhman · Sofiya An · Ayaulym Kadir · Aruzhan Kalsayeva · Bayan Koibakar · Mariya Korniyenko                                                   |

### Juvenil
Fonte: 
| Evento     | Ouro | Prata | Bronze                                                                                         |
| ---------- | --- | --- | ---------------------------------------------------------------------------------------------- |
| Individual | | |                                                                                                |
| Geral      | Qi Wang | Akmaral Yerekesheva | Noor Alrezaihan                                                                                |
| Arco       | Viktoriya Nikiforova | Qi Wang | Dariya Kusherbayeva                                                                            |
| Bola       | Lola Djuraeva | Akmaral Yerekesheva | Arina Gazieva                                                                                  |
| Maças      | Park Seohyun | Sofiya Usova | Akmaral Yerekesheva                                                                            |
| Fita       | Akmaral Yerekesheva | Mishel Nesterova | Qi Wang                                                                                        |
| Grupo      | | |                                                                                                |
| Geral      | Uzbequistão · Yosina Djuraeva · Fatima El Sankari · Alana Khafizova · Milana Safina · Kristina Shin · Ravshana Shaabdurakhmanova | Cazaquistão · Ayaulym Sultanbayeva · Yerkezhan Sagat · Yekaterina Radysh · Inkar Satemirova · Ayaulym Shanibek · Adiya Amantayeva | Japão · Hatsune Miyoshi · Rin Manabe · Yuna Tanaka · Rin Matsuda · Ran Matsuda · Anona Mashima |
| 5 arcos    | Uzbequistão · Yosina Djuraeva · Fatima El Sankari · Alana Khafizova · Milana Safina · Kristina Shin · Ravshana Shaabdurakhmanova | Cazaquistão · Ayaulym Sultanbayeva · Yerkezhan Sagat · Yekaterina Radysh · Inkar Satemirova · Ayaulym Shanibek · Adiya Amantayeva | Japão · Hatsune Miyoshi · Rin Manabe · Yuna Tanaka · Rin Matsuda · Ran Matsuda · Anona Mashima |
| 5 maças    | Uzbequistão · Yosina Djuraeva · Fatima El Sankari · Alana Khafizova · Milana Safina · Kristina Shin · Ravshana Shaabdurakhmanova | Cazaquistão · Ayaulym Sultanbayeva · Yerkezhan Sagat · Yekaterina Radysh · Inkar Satemirova · Ayaulym Shanibek · Adiya Amantayeva | Japão · Hatsune Miyoshi · Rin Manabe · Yuna Tanaka · Rin Matsuda · Ran Matsuda · Anona Mashima |

## Resultados

### Sênior

#### Individual geral
Fonte: 
| Pos. | Ginasta                    | Nação           |            |            |            |            | Total  |
| ---- | -------------------------- | --------------- | ---------- | ---------- | ---------- | ---------- | ------ |
| 1    | Elzhana Taniyeva           | Cazaquistão     | 34.30 (1)  | 33.85 (2)  | 34.00 (2)  | 31.25 (4)  | 133.40 |
| 2    | Takhmina Ikromova          | Uzbequistão     | 29,70 (11) | 34.85 (1)  | 34.25 (1)  | 31.35 (3)  | 130.15 |
| 3    | Reina Matsusaka            | Japão           | 33.45 (4)  | 31.20 (6)  | 32.05 (5)  | 31.05 (5)  | 127.75 |
| 4    | Wang Zilu                  | China           | 33.80 (3)  | 32.90 (3)  | 32.45 (3)  | 27.80 (9)  | 126.95 |
| 5    | Aibota Yertaikyzy          | Cazaquistão     | 33.85 (2)  | 31.30 (5)  | 30.05 (7)  | 31.70 (1)  | 126.90 |
| 6    | Mirano Kita                | Japão           | 31.85 (6)  | 29.75 (7)  | 29.10 (9)  | 29.65 (6)  | 120.35 |
| 7    | Jiin Sohn                  | Coreia do Sul   | 29.75 (10) | 29.10 (9)  | 30.70 (6)  | 26.45 (13) | 116.00 |
| 8    | Zhao Yating                | China           | 30.15 (7)  | 27.40 (16) | 29.35 (8)  | 28.55 (7)  | 115.45 |
| 9    | Mikayla Angeline Yang      | Singapura       | 29.55 (13) | 29.15 (8)  | 27.85 (12) | 27.05 (11) | 113.60 |
| 10   | Breanna Labadan            | Filipinas       | 29.65 (12) | 28.00 (12) | 28.05 (11) | 27.75 (10) | 113.45 |
| 11   | Sulee Ha                   | Coreia do Sul   | 28.15 (15) | 27.55 (14) | 28.95 (10) | 28.00 (8)  | 112.65 |
| 12   | Aleksandra Udodova         | Quirguistão     | 28.35 (14) | 26.85 (17) | 26.65 (15) | 23.15 (18) | 105.00 |
| 13   | Jasmine Althea Ramilo      | Filipinas       | 29.80 (9)  | 25.10 (25) | 27.30 (13) | 22.05 (22) | 104.25 |
| 14   | Weng Qin Mavia Wong        | Malásia         | 27.45 (18) | 25.65 (21) | 25.25 (18) | 24.40 (15) | 102.75 |
| 15   | Elizaveta Golinko          | Quirguistão     | 25.85 (21) | 25.55 (22) | 24.60 (20) | 26.75 (12) | 102.75 |
| 16   | Yu Jong Pak                | Coreia do Norte | 25.20 (23) | 26.35 (19) | 24.55 (21) | 23.55 (17) | 99.65  |
| 17   | Yi-Tong Lai                | Taipé Chinesa   | 27.45 (17) | 26.70 (18) | 21.65 (25) | 23.85 (16) | 99.65  |
| 18   | Piyada Peeramatukorn       | Tailândia       | 26.10 (20) | 25.30 (23) | 24.10 (23) | 22.90 (19) | 98.40  |
| 19   | Hyang Sim                  | Coreia do Norte | 24.65 (24) | 25.20 (24) | 24.05 (24) | 22.55 (21) | 96.45  |
| 20   | Misato Philaphandeth       | Laos            | 25.70 (22) | 25.75 (20) | 20.50 (27) | 21.30 (25) | 93.25  |
| 21   | Muskan Rana                | Índia           | 24.05 (26) | 24.35 (26) | 20.65 (26) | 20.70 (27) | 89.75  |
| 22   | Tri Wahyuni                | Indonésia       | 24.30 (25) | 23.35 (28) | 20.20 (28) | 21.65 (24) | 89.50  |
| 23   | Sutjiati Narendra          | Indonésia       | 22.10 (29) | 22.35 (29) | 19.95 (29) | 18.05 (30) | 82.45  |
| 24   | Pebbyl Jing Ya Ang         | Singapura       | 27.75 (16) | 28.35 (10) | 26.15 (16) |            | 82.25  |
| 25   | Yun Jo Lai                 | Malásia         | 27.90 (13) |            | 27.25 (14) | 25.50 (14) | 80.65  |
| 26   | Mareya Wae-U-Seng          | Tailândia       | 21.25 (30) | 21.50 (31) | 18.70 (31) | 19.10 (29) | 80.55  |
| 27   | Tzu-Wen Li                 | Taipé Chinesa   | 27.25 (19) | 28.30 (11) | 24.25 (22) |            | 79.80  |
| 28   | Lkhagvatsetseg Erdenebayar | Mongólia        | 23.75 (28) | 27.50 (15) | 25.65 (17) |            | 76.90  |
| 29   | Kai Wing Lam               | Hong Kong       | 19.50 (33) | 22.00 (30) | 16.70 (34) | 18.00 (31) | 76.20  |
| 30   | Wai Yin Ma                 | Hong Kong       | 19.70 (32) | 19.40 (33) | 17.05 (33) | 15.20 (33) | 71.35  |
| 31   | Maha Alsaqer               | Kuwait          | 19.20 (34) | 18.90 (34) | 17.45 (32) | 15.15 (34) | 70.70  |
| 32   | Anujin Narangerel          | Mongólia        | 23.85 (27) | 23.45 (27) |            | 20.10 (28) | 67.40  |
| 33   | Nataliya Usova             | Uzbequistão     | 33.15 (5)  |            | 32.20 (4)  |            | 65.350 |
| 34   | Anastasiya Sarantseva      | Uzbequistão     |            | 32.65 (4)  |            | 31.35 (2)  | 64.00  |
| 35   | Ankhtamir Zolbayar         | Mongólia        |            |            | 24.70 (19) | 22.75 (20) | 47.45  |
| 36   | Manya                      | Índia           | 21.10 (32) |            | 19.55 (30) |            | 40.650 |
| 37   | Nishka Kale                | Índia           | 21.25 (31) |            |            | 16.35 (32) | 37.60  |
| 38   | Joe Ee Ng                  | Malásia         | 29.90 (8)  |            |            |            | 29.90  |
| 39   | Fan-xi Peng                | Taipé Chinesa   |            |            |            | 21.90 (23) | 21.90  |
| 40   | Maeve Yuumi Teo            | Singapura       |            |            |            | 21.00 (26) | 21.00  |
| 41   | Yu Jong Pak                | Coreia do Norte | DNS        | DNS        | DNS        | DNS        |        |

#### Arco
| Pos. | Ginasta           | Nação       | Total  |
| ---- | ----------------- | ----------- | ------ |
| 1    | Elzhana Taniyeva  | Cazaquistão | 33.900 |
| 2    | Reina Matsusaka   | Japão       | 33.300 |
| 3    | Aibota Yertaikyzy | Cazaquistão | 33.250 |
| 4    | Wang Zilu         | China       | 32.900 |
| 5    | Nataliya Usova    | Uzbequistão | 32.550 |
| 6    | Mirano Kita       | Japão       | 32.350 |
| 7    | Joe Ee Ng         | Malásia     | 31.300 |
| 8    | Zhao Yating       | China       | 28.650 |

#### Bola
| Pos. | Ginasta               | Nação       | Total  |
| ---- | --------------------- | ----------- | ------ |
| 1    | Takhmina Ikromova     | Uzbequistão | 33.900 |
| 2    | Aibota Yertaikyzy     | Cazaquistão | 32.650 |
| 3    | Elzhana Taniyeva      | Cazaquistão | 32.600 |
| 4    | Reina Matsusaka       | Japão       | 32.400 |
| 5    | Anastasiya Sarantseva | Uzbequistão | 32.250 |
| 6    | Wang Zilu             | China       | 31.900 |
| 7    | Mirano Kita           | Japão       | 31.600 |
| 8    | Yang Mikayla Angeline | Singapura   | 29.050 |

#### Maças
| Pos. | Ginasta           | Nação         | Total  |
| ---- | ----------------- | ------------- | ------ |
| 1    | Takhmina Ikromova | Uzbequistão   | 34.200 |
| 2    | Nataliya Usova    | Uzbequistão   | 32.500 |
| 3    | Reina Matsusaka   | Japão         | 32.200 |
| 4    | Wang Zilu         | China         | 32.100 |
| 5    | Elzhana Taniyeva  | Cazaquistão   | 30.800 |
| 6    | Aibota Yertaikyzy | Cazaquistão   | 30.150 |
| 7    | Zhao Yating       | China         | 28.400 |
| 8    | Sohn Ji-in        | Coreia do Sul | 28.250 |

#### Fita
| Pos. | Ginasta               | Nação         | Total  |
| ---- | --------------------- | ------------- | ------ |
| 1    | Aibota Yertaikyzy     | Cazaquistão   | 32.900 |
| 2    | Takhmina Ikromova     | Uzbequistão   | 32.500 |
| 3    | Reina Matsusaka       | Japão         | 31.300 |
| 4    | Elzhana Taniyeva      | Cazaquistão   | 31.050 |
| 5    | Anastasiya Sarantseva | Uzbequistão   | 30.800 |
| 6    | Mirano Kita           | Japão         | 29.900 |
| 7    | Zhao Yating           | China         | 28.300 |
| 8    | Ha Sulee              | Coreia do Sul | 27.050 |

#### Grupo geral
Fonte: 
| Pos. | Nação           | 5          | 3 + 2      | Total  |
| ---- | --------------- | ---------- | ---------- | ------ |
| 1    | Uzbequistão     | 36.600 (1) | 33.350 (1) | 69.950 |
| 2    | Japão           | 36.000 (2) | 32.750 (2) | 68.750 |
| 3    | Cazaquistão     | 32.050 (3) | 29.250 (3) | 61.300 |
| 4    | Coreia do Sul   | 28.250 (4) | 27.250 (4) | 55.500 |
| 5    | Coreia do Norte | 27.350 (5) | 21.450 (6) | 48.800 |
| 6    | Malásia         | 26.850 (6) | 21.350 (7) | 48.200 |
| 7    | Taipé Chinesa   | 25.950 (7) | 22.000 (5) | 47.950 |
| 8    | Quirguistão     | 21.900 (8) | 17.050 (8) | 38.950 |
| 9    | Índia           | 16.100 (9) | 8.300 (9)  | 24.400 |

#### 5 arcos
| Pos. | Nação           | Total |
| ---- | --------------- | ----- |
| 1    | Japão           | 36.35 |
| 2    | Uzbequistão     | 35.75 |
| 3    | Cazaquistão     | 32.10 |
| 4    | Coreia do Norte | 29.60 |
| 5    | Malásia         | 27.30 |
| 6    | Coreia do Sul   | 24.05 |
| 7    | Taipé Chinesa   | 23.30 |
| 8    | Quirguistão     | 18.40 |

#### 3 fitas + 2 bolas
| Pos. | Nação           | Total |
| ---- | --------------- | ----- |
| 1    | Uzbequistão     | 32.35 |
| 2    | Japão           | 32.20 |
| 3    | Cazaquistão     | 29.65 |
| 4    | Coreia do Norte | 25.65 |
| 5    | Taipé Chinesa   | 23.00 |
| 6    | Quirguistão     | 19.65 |
| 7    | Malásia         | 19.45 |
| 8    | Coreia do Sul   | 17.25 |

### Juvenil

#### Arco
| Pos. | Ginasta              | Nação         | Total |
| ---- | -------------------- | ------------- | ----- |
| 1    | Viktoriya Nikiforova | Uzbequistão   | 30.50 |
| 2    | Qi Wang              | China         | 29.20 |
| 3    | Dariya Kusherbayeva  | Cazaquistão   | 28.70 |
| 4    | Seohyun Park         | Coreia do Sul | 26.95 |
| 5    | Saigna Sarynzhieva   | Quirguistão   | 26.40 |
| 6    | Thea Chew            | Singapura     | 26.20 |
| 7    | Yua Inoue            | Japão         | 24.45 |
| 8    | Noor Alrezhaihan     | Kuwait        | 22.30 |

#### Bola
| Pos. | Ginasta                 | Nação         | Total |
| ---- | ----------------------- | ------------- | ----- |
| 1    | Lola Djuraeva           | Uzbequistão   | 29.70 |
| 2    | Akmaral Yerekesheva     | Cazaquistão   | 29.55 |
| 3    | Arina Gazieva           | Quirguistão   | 28.20 |
| 4    | Qi Wang                 | China         | 27.85 |
| 5    | Seohyun Park            | Coreia do Sul | 27.85 |
| 6    | Yua Inoue               | Japão         | 25.90 |
| 7    | Mirabelle Yu Chelle Yet | Singapura     | 24.70 |
| 8    | Phatsaphon Thapthong    | Tailândia     | 21.65 |

#### Maças
| Pos. | Ginasta                 | Nação         | Total |
| ---- | ----------------------- | ------------- | ----- |
| 1    | Seonhyun Park           | Coreia do Sul | 28.80 |
| 2    | Sofiya Usova            | Uzbequistão   | 28.35 |
| 3    | Akmaral Yerekesheva     | Cazaquistão   | 27.55 |
| 4    | Qi Wang                 | China         | 26.05 |
| 5    | Zlata Arkatova          | Quirguistão   | 25.40 |
| 6    | Yua Inoue               | Japão         | 25.30 |
| 7    | Phatsaphon Thapthong    | Tailândia     | 23.90 |
| 8    | Mirabelle Yu Chelle Yet | Singapura     | 23.40 |

#### Fita
| Pos. | Ginasta                          | Nação         | Total |
| ---- | -------------------------------- | ------------- | ----- |
| 1    | Akmaral Yerekesheva              | Cazaquistão   | 29.80 |
| 2    | Mishel Nesterova                 | Uzbequistão   | 28.55 |
| 3    | Qi Wang                          | China         | 27.70 |
| 4    | Seonhyun Park                    | Coreia do Sul | 25.50 |
| 5    | Kou Okada                        | Japão         | 25.15 |
| 6    | Elima Abdimalikova               | Quirguistão   | 25.15 |
| 7    | Nur Zhafirah Wong Rudy Kurniawan | Malásia       | 23.20 |
| 8    | Enerel Ayanga                    | Mongólia      | 20.05 |

#### Grupo geral
| Pos. | Nação         | 5     | 5     | Total |
| ---- | ------------- | ----- | ----- | ----- |
| 1    | Uzbequistão   | 29.75 | 28.25 | 58.00 |
| 2    | Cazaquistão   | 27.10 | 29.10 | 56.20 |
| 3    | Japão         | 27.05 | 24.30 | 51.35 |
| 4    | Quirguistão   | 25.45 | 24.95 | 50.40 |
| 5    | Coreia do Sul | 23.80 | 18.20 | 42.00 |
| 6    | Índia         | 16.10 | 15.05 | 31.15 |

#### 5 arcos
| Pos. | Nação         | Total |
| ---- | ------------- | ----- |
| 1    | Uzbequistão   | 30.65 |
| 2    | Cazaquistão   | 29.40 |
| 3    | Japão         | 28.00 |
| 4    | Quirguistão   | 26.05 |
| 5    | Coreia do Sul | 24.70 |
| 6    | Índia         | 12.95 |

#### 5 pares de maças
| Pos. | Nação         | Total |
| ---- | ------------- | ----- |
| 1    | Uzbequistão   | 30.25 |
| 2    | Cazaquistão   | 29.05 |
| 3    | Japão         | 25.35 |
| 4    | Quirguistão   | 25.10 |
| 5    | Coreia do Sul | 25.05 |
| 6    | Índia         | 14.05 |

## Quadro de medalhas
*   país anfitrião (Uzbequistão)
| Pos.               | País               | Ouro | Prata | Bronze | Total |
| ------------------ | ------------------ | ---- | ----- | ------ | ----- |
| 1                  | Uzbequistão        | 9    | 6     | 0      | 15    |
| 2                  | Cazaquistão        | 4    | 6     | 7      | 17    |
| 3                  | Japão              | 1    | 3     | 6      | 10    |
| 4                  | China              | 1    | 1     | 1      | 3     |
| 5                  | Coreia do Sul      | 1    | 0     | 0      | 1     |
| 6                  | Kuwait             | 0    | 0     | 1      | 1     |
| 6                  | Quirguistão        | 0    | 0     | 1      | 1     |
| Total (7 entradas) | Total (7 entradas) | 16   | 16    | 16     | 48    |